# Maréchal des logis-chef (Gendarmerie française)
Le  maréchal des logis-chef est l'un des grades de sous-officier utilisé dans la Gendarmerie nationale ainsi que dans l'Armée de terre, dans les armes de Cavalerie, d'Artillerie, du Train, de l'ALAT et du Matériel.
Il correspond au grade de sergent-chef ou de maître dans les autres forces armées.
Il est le supérieur direct du Gendarme (du Maréchal des Logis dans le CSTAGN) et il est subordonné à l'adjudant.

## Histoire
La loi du 25 pluviôse an V (13 février 1797) réorganise la Gendarmerie nationale et crée le grade de maréchal des logis-chef dans l'Institution.
Les galons de manches étaient déjà composés de trois chevrons.
Fin 1918, les grades de brigadier, maréchal des logis, maréchal des logis-chef, adjudant et adjudant-chef prennent l'appellation de chefs de brigade (1re à 4e classe et hors classe). Ces appellations sont finalement supprimées en 1925 au profit des anciennes dénominations. Les grades de brigadier et de maréchal des logis disparaissent également de la hiérarchie des grades de la Gendarmerie à ce moment. Depuis cette date, le maréchal des logis-chef est le supérieur direct du gendarme. Depuis 1972, les grades de brigadier et maréchal des logis sont revenus dans l'Arme : dans le corps des gendarmes auxiliaires puis des gendarmes adjoints volontaires ainsi que pour le grade de maréchal des logis uniquement, dans le CSTAGN. Les titulaires de ces grades sont au même rang que ceux (ou de grades équivalents) des autres forces armées.

## Aujourd'hui

### Unités opérationnelles

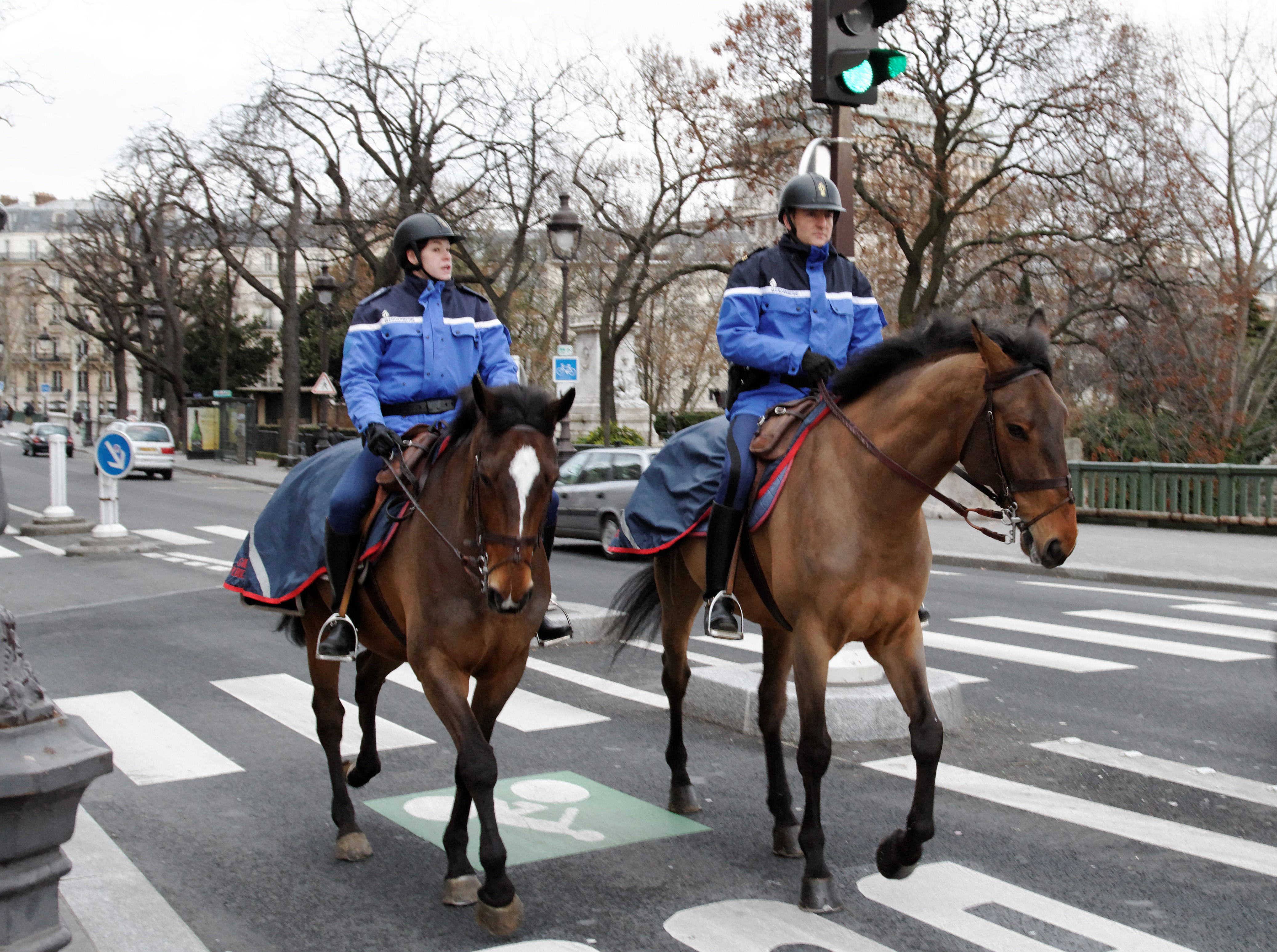
Gendarme adjoint volontaire (à gauche) et maréchal des logis-chef (à droite) de la Garde Républicaine.

Tout gendarme de carrière, ayant au moins quatre ans de service militaire effectif, dont un an de grade de sous-officier de gendarmerie, accède automatiquement au grade de maréchal des logis-chef (MDC) s'il détient :
- l'examen d'officier de police judiciaire (OPJ - pour les gendarmes départementaux)
- le diplôme d'arme (DA - pour les gendarmes mobiles, les gardes républicains, les militaires affectés en peloton de surveillance et d’intervention de la gendarmerie (PSIG), en peloton spécialisé de protection de la gendarmerie (PSPG) et en peloton de sûreté maritime et portuaire (PSMP))
- le diplôme technique des systèmes d'information et de communication (DTSIC - pour les militaires employés en section opérationnelle de lutte contre les cybermenaces (SOLC) et pour ceux affectés en organisme central et autres unités spécialisées)
- un certificat de qualification militaire par la recherche
- le diplôme de moniteur cynophile homme d'attaque
- le diplôme de moniteur cynophile de recherche en avalanche
- le certificat de dresseur instructeur cynophile
- le brevet de spécialiste montagne
- le brevet de chef de quart, le brevet supérieur de mécanicien naval ou le brevet supérieur d'électrotechnicien (pour les militaires affectés en Gendarmerie maritime)
- le diplôme technique musique (pour les militaires affectés en gendarmerie mobile comportant une formation musicale)
- le certificat militaire d'encadrement équestre de la gendarmerie (pour les militaires affectés en gendarmerie mobile comportant une formation équestre)
- le certificat technique du premier degré de pilote d'hélicoptère (pour les militaires affectés en unité spécialisée "aéronautique, pilotes")
- le certificat technique du premier degré de mécanicien militaire moteur, cellule hélicoptère (pour les militaires affectés en unité spécialisée "aéronautique, mécaniciens cellules et moteurs")
- le certificat technique du premier degré de maintenance avionique des matériels aériens et le certificat technique du premier degré de mécanicien militaire radio (pour les militaires affectés en unité spécialisée "aéronautique, mécaniciens avionique")

Les gendarmes n'ayant aucun de ces brevets ou diplômes peuvent également prétendre au grade de chef après 15 ans d'ancienneté de service. Il s’agit de l’avancement par voie professionnelle (AVP).
Le maréchal des logis-chef est ensuite promu au grade d'adjudant après deux ans d'ancienneté dans ce grade.

### Unités de soutien
Après deux ans de grade, le maréchal des logis de carrière du Corps de soutien technique et administratif de la Gendarmerie nationale (CSTAGN) peut être promu au grade de maréchal des logis-chef.

## Attributs
Les fourreaux d'épaule des maréchaux des logis-chefs sont composés de trois chevrons de couleur argent (Gendarmerie départementale, d'outre-mer, de l'air et de l'espace, de l'armement, des transports aériens et le Corps de soutien technique et administratif de la Gendarmerie nationale) ou dorée (Gendarmerie mobile, maritime et Garde républicaine).

Chef de la Gendarmerie départementale
Chef de la Gendarmerie mobile
Chef de la Garde républicaine
Chef CSTAGN
Chef de la Gendarmerie de l'air et de l'espace
Chef de la Gendarmerie maritime

Sur le képi, le galon et la soutache sont composées d'un liseré jaune avec fil rouge (pour la Gendarmerie mobile et la Garde Républicaine) ou d'un liseré blanc avec fil bleu (pour la Gendarmerie départementale et Corps de soutien technique et administratif de la Gendarmerie nationale). Il y a un seul trait par montant.